# Мезо, Ласло
Ла́сло Ме́зо (венг. Mező László; род. 27 апреля 1939, Сегхалом) — венгерский виолончелист.
Наиболее известен как ансамблевый исполнитель: в 1957 году, ещё студентом Музыкальной академии имени Листа, вошёл в состав квартета Петера Комлоша, известного в дальнейшем как Квартет имени Бартока, и играл в этом составе на протяжении четырёх лет, а в 1977 г. вернулся в него и после уже не покидал пульта. Лауреат премии имени Листа (1968) и премии имени Кошута (1997, в составе квартета).